# Diskografie Michala Tučného
Toto je neúplná diskografie Michala Tučného.

## Diskografie

### Ve skupině Greenhorns
- 1970 Písně amerického Západu, Greenhorns, White Stars, Spirituál kvintet - Panton, LP
- 1971 Greenhorns '71 - Panton, LP
- 1971 Greenhorns - Panton, MC
- 1972 Zelenáči - Greenhorns '72 - Panton, LP
- 1973 Hromskej den Zelenáčů - Greenhorns '73 - Panton, 2LP
- 1973 Zelenáči - Scarabeus - Mustangové - Panton, MC
- 1973 Greenhorns 2 - Panton, MC
- 1974 Písně větru z hor - Zelenáči - Panton, LP

### Ve skupině Fešáci
- 1975 Ostrov Fešáků - Fešáci a Michal Tučný - Panton, LP, MC (reedice na CD - 1995, Panton)
- 1977 Salon Fešáků - Panton, LP, MC (reedice na CD - 1996, Bonton Music)
- 1980 Fešáci 2000 - Panton, LP, MC (reedice na CD - 1996, Bonton Music)

### Se skupinou Tučňáci a sólově
- 1982 Poslední kovboj - Supraphon, LP (reedice na CD - 1994)
- 1983 Anka Chřestýš & Poslední kovboj - Rattlesnake Annie & Michal Tučný & Tučňáci - Supraphon, LP (reedice na CD - 1994, Supraphon)
- 1983 Stodola Michala Tučného - Supraphon, LP
- 1985 Jak chcete žít bez koní - Michal Tučný & Tučňáci, LP (reedice na CD - 1995)
- 1986 Jak to doopravdy bylo s Babinským - Michal Tučný, Zdeněk Rytíř & Tučňáci - Supraphon, LP (reedice na CD - 1997, Bonton Music)
- 1987 Starýho psa novým kouskům nenaučíš - Supraphon, LP (reedice na CD - 1997, Bonton Music)
- 1990 Medicinman - Supraphon, LP (reedice na CD - 1991, Supraphon)
- 1991 Ve Valdickém lapáku (Live 10.11.'90) - Supraphon, LP (reedice na CD - 2003, Supraphon)
- 1993 Snídaně v trávě (kompilace) - Supraphon, MC, CD
- 1994 Jižanský rok - Supraphon, CD
- 1994 Šťastné staré slunce - Vaško Music, CD

### Různí interpreti
- 1988 Country kolotoč - Supraphon, LP (Michal Tučný, Pavel Bobek, Zdeněk Rytíř, Wabi Ryvola, Věra Martinová, Milena Soukupová, Rattlesnake Annie)

### Kompilace a pozdější edice

#### LP, MC, CD
- 1991 Odjíždím v dál - Panton, LP, CD (Podtitul: Písně z let 1969-1974. Zpívá Michal Tučný, hrají Greenhorns.)
- 1995 Po cestách toulavých - The best of... - Bonton Music, CD
- 1995 Country Minstrels - Vaško Music, CD
- 1997 Kosmickej vandr - Venkow Records, CD
- 1998 Kdyby tady byla - Venkow Records, CD
- 1999 Tam u nebeských bran - Venkow Records, CD
- 1999 Rád se brouzdám rosou - Bonton Music, CD
- 2000 Master serie - Venkow Records, CD
- 2001 Jak to doopravdy bylo - Rattlesnake Annie & Michal Tučný - Universal Music, MC, CD (Koncert Michala Tučného a Rattlesnake Annie v Lucerně z října 1982)
- 2002 Zlatá kolekce 2002 - Venkow Records, CD
- 2002 Vzpomínka na Hoštice - Michal Tučný a Tomáš Linka - Areca Multimedia, CD
- 2002 No. 55 - Sony Music/Bonton, 2CD
- 2003 To byl Michal Tučný - Reader's digest, 4CD
- 2005 Michal Tučný & přátelé - Supraphon, CD
- 2006 Best of - 46 zlatých hitů - Supraphon, 2CD
- 2007 Balady a písně - Universal Music, CD
- 2007 Best of 2 - 48 velkých hitů - Supraphon, 2CD
- 2007 Pod Kašperkem - Universal Music, CD
- 2008 Poslední album posledního kovboje - Universal Music, CD
- 2017 Poslední kovboj (Live), CD

#### DVD
- 2005 Báječnej chlap - Supraphon
- 2008 Fidlej a hraj - Supraphon SU 7090-9,

## Poslední kovboj
Poslední kovboj je hudební album Michala Tučného. Album vydal Supraphon v roce 1982 na LP.
1. Poslední kovboj
2. Báječná ženská
3. Modrá z džín
4. Indián Banjo
5. Zdám se ti lepší nežli jsem
6. Děláme co můžem
7. Koukám, jak celá země vstává
8. Pár rezavejch kolejí
9. Noční pták
10. Dík za ten stop
11. Cesty toulavý
12. Spím v obilí
13. Poslední kovboj

## Poslední kovboj - Michal Tučný & Rattlesnake Annie
Poslední kovboj- Michal Tučný & Rattlesnake Annie je album Michala Tučného. Album vydal Supraphon v roce 1983 na LP.
1. Veliká pláň
2. Ukolébavka z Tennessee
3. Báječná ženská
4. Poslední kovboj
5. Boty z kůže toulavejch psů
6. Tam u nebeských bran
7. Stará dobrá country
8. Máma chřestýš
9. I Saw The Light
10. Pověste ho vejš
11. Dám sbohem řekám
12. Jak to doopravdy bylo s Ankou Chřestýšem, Posledním kovbojem a Smokey Sidem

## Stodola Michala Tučného
Stodola Michala Tučného je album Michala Tučného. Album vydal Supraphon v roce 1983 na LP.
1. Ještě dlouhou cestu mám
2. Feleena
3. Projíždím
4. Oskar
5. Osada U tří klád
6. Máš mě přečtenýho
7. Ráno budem moudřejší
8. Rád se brouzdám rosou
9. Na to mám
10. Obyčejná štreka
11. Řeknu vám
12. Diggy liggy

## Jak chcete žít bez koní
Jak chcete žít bez koní je album Michala Tučného. Album vydal Supraphon 1113 3759 H v roce 1985 na LP.
1. Abych tu žil
2. Vánek s vůní burčáku
3. Všichni jsou už v Mexiku
4. Dilema
5. Jen nic nesmíš dát na mý zpívání
6. Měsíčku
7. Nevidím důvod
8. Vltavský drak
9. Nejlíp umím slibovat
10. Chtěl bych být medvídkem
11. Tenhle druh písní
12. Jak chcete žít bez koní

## Jak to doopravdy bylo s Babinským
Jak to doopravdy bylo s Babinským je album Michala Tučného. Album vydal Supraphon v roce 1986 na LP.
1. Jak to doopravdy bylo s Babinským
2. V létě 1837
3. Stát mimo zákon
4. Čistá práce
5. Můj kalendář
6. Účty
7. Umět se narodit
8. Poslední náboj
9. Já nic, já muzikant
10. Roky jdou
11. Být hlídačem růží

## Starého psa novým kouskům nenaučíš
Starého psa novým kouskům nenaučíš je album Michala Tučného. Album vyšlo v roce 1987 na CD.
1. Starýho psa novým kouskům nenaučíš
2. Karolína
3. Den D
4. S proudem si plout
5. Pony Expres
6. Adios Amigos
7. 20. století má na kahánku
8. Vzdušné zámky
9. Fidlej celej den
10. Byl jsi nejsprávnější chlap
11. Měl jsem kdysi malou chajdu
12. Ještě jednou
13. Starýho psa novým kouskům nenaučíš

BONUS: (CD 1997)
1. Kosmickej vandr
2. Super píseň pro super špatný den
3. Včera jsem Tě neviděl
4. Strom vánoční
5. Tři kamarádi
6. Starý dobrý western
7. Já světem táh jen tak s celtou
8. Country kolotoč

## Medicinman
Medicinman je album Michala Tučného. Album vyšlo v roce 1990 na LP.
1. Medicinman
2. Je mi to líto
3. Tennessee Road
4. Starej harmonikář
5. Já oženil se s kytarou
6. Každej svou káru táhne zas dál
7. Kaw - Liga
8. Odval ten kámen
9. Prázdný nádraží
10. V uličkách města Bakersfield
11. Nech si ty svý city
12. To je ten poslední song

## Odjíždím v dál
Odjíždím v dál - Písně z let 1969-1974 je album písní Michala Tučného z dob vystupování se skupinou Greenhorns. Album vyšlo v roce 1991 na LP a CD.
1. Rovnou, tady rovnou
2. Vlak půlnoční
3. Blízko Little Big Hornu
4. Svatební zvony
5. Nečekej už dál
6. Červená řeka
7. Michalův song
8. Feleena z El Pasa
9. Šlapej dál
10. Za chvíli už budu v dáli
11. El Paso
12. Blues Folsomské věznice
13. Dnešní noc bude dlouhá
14. Rychlík
15. Cizinec
16. Ještě je čas
17. Oči pálí a silnice je jak klín černej
18. Šest bílých koní
19. Jen tohle chci ti říct
20. Kočárem mým je vagón uhlí
21. Odjíždím v dál

## Ve valdickém lapáku
Ve valdickém lapáku je album Michala Tučného. Album vydal Supraphon 11 1655-2, CD EAN: 8596911 165522 v roce 1991 na LP a CD. 
1. V týhle skále mi bůh domov dal (I Got A Home In That Rock)
2. Rovnou, tady rovnou (Roll On Buddy, Roll On)
3. Ještě dlouhou cestu mám
4. Blues folsomské věznice (Folsom Prison Blues)
5. Osamělé houkání (I Heard That Lonesome Whistle)
6. Pověste ho vejš (Hang Him Higher)
7. Rád se brouzdám rosou
8. Tučňáci
9. Dnešní noc bude dlouhá (Soldier's Last Letter)
10. Stát mimo zákon
11. Odjíždím v dál (I'm A Long Gone Daddy)
12. Všichni jsou už v Mexiku (They All Went To Mexico)
13. Poslední kovboj
14. Chvíli spát

## Snídaně v trávě
Snídaně v trávě je album Michala Tučného. Album vydal Supraphon EAN: 8596911 175422 v roce 1993 na CD.
1. Snídaně v trávě (Sea Of Heartbreak) 2:51
2. Báječná ženská (Good Hearted Woman) 4:10
3. Tam u nebeských bran 3:48
4. Všichni jsou už v Mexiku (They All Went To Mexico) 4:17
5. Karolína (Carolina Moutain Dew) 4:22
6. Modrá z džín 4:34
7. Jak chcete žít bez koní 6:09
8. Pověste ho vejš 4:06
9. Chtěl bych být medvídkem (Teddy Bear Song) 3:26
10. Tak už nefňukej (Drivin My Life Away) 2:54
11. Starýho psa novým kouskům nenaučíš 4:14
12. Medicinman 4:18
13. Kosmickej vandr 4:33
14. Dám sbohem řekám (Goodbye To A River) 4:06
15. Spím v obilí (Gone To Alabama) 3:16
16. Poslední kovboj 0:53

## Šťastné staré slunce
Šťastné staré slunce je album Michala Tučného. Album vydal Elton Music EM 060-4, EAN: 8595031 402623 v roce 1994 na CD.
1. Šťastné staré slunce (That Lucky Old Sun) (Haven Gillespie, Beasley Smith/Jaromír Vomáčka) 3:47
2. Slámu v botách nosím (Petr Vacek/Petr Vacek, Michal Tučný) 3:51
3. Long Black Limousine (Bobby George/Vern Stovall) 3:34
4. Jelen bílý (Jiří Jelínek/Jan K. Novák) 3:50
5. Slunce sháním (I Built A Wall Around My) - Vzpomínka na Evu Olmerovou (Ray Pennington/Pavel Vrba) 3:39
6. Až přijde ten den (Together Again) (Buck Owens/Michal Tučný) 3:04
7. Sweet Dreams (Don Gibson/Don Gibson) 2:44
8. Já si jen tak lítám (Jiří Jelínek/Michal Tučný) 3:17
9. Déšť (Allan Mikušek/Allan Mikušek, Michal Tučný) 4:15
10. Biblickou krajinou (Jan Václavík/Jan K. Novák) 3:27
11. Drát v srdci (Karel Štolba/Jan K. Novák) 2:34
12. Pane můj ... (Why Me...) (Kris Kristofferson/Vít Hrubín) 3:20

- Další informace:
- Cover Design: Antonín Kysela
- Cover Photo: Jan Ságl
- Photo: Karel Kerlický

## Jižanský rok
Jižanský rok je album Michala Tučného. Album vyšlo v roce 1994 na CD.
1. Černý Bill a bílá Nelly
2. Dlouhá pouť
3. Hello Mr. Déja Vu
4. Já budu žít navěky
5. Jednou jsem taky pracoval
6. Jižanský rok
7. Moře brázdím
8. Pouliční zpěvák
9. Přistup k ohni
10. Stáda bílých mustangů
11. Viva Las Vegas

## Po cestách toulavých – The Best Of
Po cestách toulavých – The Best Of je album Michala Tučného. Album vyšlo v roce 1995 na CD.
1. Abych tu žil
2. Indián Banjo
3. Umět se narodit
4. Být hlídačem růží
5. Je mi to líto
6. Měsíčku
7. Tennessee Lullaby
8. Cesty toulavý
9. S proudem si plout
10. V uličkách města Bakersfield
11. Báječná ženská
12. Modrá z džín
13. Rovnou, tady rovnou

## Country Minstrels
Country Minstrels je album Michala Tučného. Album vydal Vaško Music EAN: 8596941 010427 v roce 1995 na CD.
1. The Last Cowboy
2. Texas On A Saturday Night
3. You Win Again 04. Ha-Ha JaJa
4. Tam u nebeských bran
5. Milujeme Prahu
6. Ten panský kočí
7. Gotta Slow Down
8. Bellow The Border
9. San Antonio Rose
10. Feelin Lousy, Hit The Road
11. Country Pickin
12. Sweet Dreams
13. Až přijde ten den

## Kosmickej vandr
Kosmickej vandr je album Michala Tučného. Album vydal Venkow Records EAN: 7 31453 73762 4 v roce 1997 na CD.
1. Kosmickej vandr 5:18
2. Je to zvláštní 2:55
3. Sundej z hodin závaží 3:05
4. Já si jen tak lítám 3:15
5. Až přijde ten den 3:42
6. Dávej vinu dálkám 3:15
7. Rovnou, tady rovnou 2:10
8. Dlouhá černá limuzína 3:50
9. Prodavač 2:51
10. Modrý měsíc 2:33
11. Já světem táh jen tak s celtou 2:48
12. Můj kalendář 4:13
13. Lodní zvon zvoní 1:44
14. Len chcieť/Vždyť to víš 5:09
15. Kočárem mým je vagón uhlí 2:11
16. Vánoční 2:31
17. Kosmickej vandr, zpěv: Michaela Tučná, Pavlína Jíšová, Pavel Bobek, Vlasta Redl, Allan Mikušek, Zdeněk Rytíř a Michal Tučný. 5:22

## Kdyby tady byla…
Kdyby tady byla… je album Michala Tučného. Album vyšlo v roce 1998 na CD.
1. Kdyby tady byla taková panenka 1:58
2. Zdálo se mně má panenko 1:20
3. Nezacházej slunce 2:31
4. Jakživy jste neviděli 0:53
5. Kačenko, Kačenko 2:17
6. Žádnej nevěří 1:20
7. O lásko, lásko 1:14
8. Jedeme cestičkou ouzkou 1:36
9. Ach já ztrápený 2:22
10. Tam na tom habrovečku 2:18
11. Copak ti hubičko 2:13
12. Vždycky jsem myslíval 1:25
13. Tu je krátký 0:58
14. Nežeňte se chaso mladá 1:31
15. Ta naše láska 1:20
16. U našich stájů 2:00
17. Ty musíš být má milá 3:18
18. Teče voda teče 1:38
19. Ta naše Kačenka 1:36
20. Pšeničku jsem si dal zasít 1:15
21. Kořalička brantvojn 1:10
22. Čert ví co mám za náturu 0:58
23. Kdyby bylo pivo 1:15
24. Vstávej má panenko 2:03
25. Proč bychom veselí nebyli 3:01

- Další Informace:
- Michal Tučný, Jitka Molavcová, Michaela Tučná, Ivan Zicha, Lubomír Kostelka.

## Tam u nebeských bran
Tam u nebeských bran je album Michala Tučného. Album vydal Venkow Records EAN: 7 31455 99762 0 v roce 1999 na CD.
1. Měsíčku 4:18
2. Uhni, jedu dál 3:16
3. Všichni jsou už v Mexiku 4:10
4. Sweet Dreams 3:15
5. Líná žena 1:26
6. Červená řeka 3:23
7. Buráky 2:40
8. El Paso 3:23
9. Pět minut snít 2:25
10. Prodavač 2:51
11. Abych tu žil 3:37
12. Námořnická balada 2:12
13. Zamotané příbuzenstvo 2:33
14. Jen tohle chci ti říct 2:53
15. Bessie 1:12
16. Dnešní noc bude dlouhá 3:39
17. Já tajně cvičím 2:13
18. Nečekej už dál 2:58
19. Déšť/Dážď 4:17
20. Směs 5:38 - Chtěl bych být medvídkem, Pověste ho vejš, Poslední kovboj, Snídaně v trávě, Cesty toulavý, Rád se brouzdám rosou, Koukám jak celá země vstává, Báječná ženská.
21. Tam u nebeských bran 3:48

## Rád se brouzdám rosou
Rád se brouzdám rosou  je album Michala Tučného. Album vydal Bonton Music EAN: 5 0099749 316027 v roce 1999 na CD.
1. Abych tu žil 3:34
2. Rád se brouzdám rosou 2:38
3. Koukám, jak celá země vstává 3:35
4. Zdám se ti lepší nežli jsem 3:17
5. Já světem táh jen tak s celtou 2:46
6. Poslední kovboj 3:12
7. Nevidím důvod 3:15
8. Fidlej celej den 2:39
9. Boty z kůže toulavejch psů 2:55
10. Je to zvláštní 2:53
11. Projíždím 2:49
12. Já nic, já muzikant 3:04
13. Vzdušné zámky 3:14
14. Odval ten kámen 4:08
15. Na to mám 5:01
16. Hello Mr. Déja Vu 3:08
17. Můj kalendář 3:58
18. Ještě dlouhou cestu mám 3:34
19. Jak chcete žít bez koní 6:18
20. Jižanský rok 3:14
21. Řeknu vám 3:42
22. Tam u nebeských bran 3:48

- Další informace:
- Celkový čas: 77:27

## Master serie
Master serie je album Michala Tučného. Album vydal Venkow Records EAN: 6 01215 37012 6 v roce 2000 na CD.
1. Mám páru 4:00
2. Báječná ženská 4:10
3. Sundej z hodin závaží 2:57
4. Snídaně v trávě 2:51
5. Rovnou, tady rovnou 2:10
6. Až přijde ten den 3:42
7. Lodní zvon zvoní 1:44
8. Kosmickej vandr 5:22
9. Všichni jsou už v Mexiku 4:12
10. Je to zvláštní 2:55
11. Vánoční 2:31
12. Dávej vinu dálkám 3:15
13. Můj kalendář 4:13
14. Já světem táh jen tak s celtou 2:48
15. Prodavač 2:51
16. Pane můj... 3:19

## Jak to doopravdy bylo…
Jak to doopravdy bylo… je album Michala Tučného. Album vydal Venkow Records EAN: 7 31454 78142 8 v roce 2001 na MC a CD. Live album z koncertu Michala Tučného a Rattlesnake Annie v roce 1982.
1. Intro
2. Tak už mi nefňukej (Drivin My Life Away)
3. Snídaně v trávě (Sea of Hartbreak)
4. Mám páru (Elvira)
5. Indián Banjo (Cherokee Fiddle)
6. Děláme co můžem
7. Jak to doopravdy bylo s Ankou Chřestýšem, Posledním kovbojem a Smokey
8. Poslední kovboj - THE LAST COWBOY
9. Cesty toulavý - ON THE ROAD AGAIN
10. Cesty toulavý - ON THE ROAD AGAIN - přídavek
11. Tennessee Lullaby
12. Blues folsomské věznice - FOLSOM PRISON BLUES
13. Blues folsomské věznice - FOLSOM PRISON BLUES - přídavek
14. Spím v obilí - GONE TO ALABAMA

## No.55
No.55 je album Michala Tučného. Album vydal Sony Music/Bonton a Universal Muisc EAN 0 44001 72162 5 v roce 2002 na 2CD.
CD1
1. Báječná ženská 3:32
2. Cesty toulavý 2:10
3. Jak chcete žít bez koní 3:23
4. Všichni jsou už v Mexiku 3:57
5. Blues Folsomské věznice 2:04
6. Rád se brouzdám rosou 2:38
7. Děláme co můžem 1:52
8. Blízko Little Big Hornu 3:00
9. Medicinman 2:59
10. Já budu žít navěky 2:09
11. El Paso 3:22
12. Waterloo 2:25
13. Starý dobrý western 3:22
14. Poslední kovboj 2:35
15. Tenhle druh písní 2:01
16. Sundej z hodin závaží 2:20
17. Šlapej dál 1:38
18. Kosmickej vandr 2:58
19. Tři kamarádi 3:10
20. Ještě dlouhou cestu mám 2:44
21. Až přijde ten den 2:30
22. Koukám, jak celá země vstává 3:08
23. Viva Las Vegas 2:52
24. Starýho psa novým kouskům nenaučíš 3:52
25. Vánek s vůní burčáku 2:54
26. Jižanský rok 2:41
27. Len chcieť/Vždyť víš 3:54

CD2
1. Pověste ho vejš 3:32
2. Snídaně v trávě 2:40
3. Mám páru 3:39
4. Tam u nebeských bran 3:14
5. Chtěl bych být medvídkem 2:49
6. Michalův song 2:41
7. Lojza a Líza 3:55
8. Prodavač 2:50
9. Buď nad věcí 3:38
10. Černý Bill a Bílá Nelly 3:57
11. Včera jsem Tě neviděl 2:38
12. Být hlídačem růží 2:50
13. 20. století má na kahánku 2:47
14. Diggy liggy 2:07
15. Fidlej celej den 1:53
16. Jak to doopravdy bylo s Babinským 3:13
17. Já tajně cvičím 2:13
18. Červená řeka 2:53
19. Drnová chajda 1:59
20. Tak už nefňukej 2:42
21. Jen tohle chci ti říct 1:54
22. Rovnou, tady rovnou 1:43
23. Modrá z džín 3:32
24. Lodní zvon zvoní 1:29
25. Karolína 3:31
26. Spím v obilí 2:55
27. Pane můj... 2:46
28. Poslední kovboj 0:36

## To byl Michal Tučný
To byl Michal Tučný je album Michala Tučného. Album vydal Reader's digest RDCZ 028-ICB, EAN 8594041 121289 v roce 2005 na 4CD.
Album vyšlo v roce 2003 na 4 CD.
CD1 - Písničky toulavých cest
1. Spím v obilí
2. Cesty toulavý
3. Rád se brouzdám rosou
4. Snídaně v trávě
5. Koukám, jak celá země vstává
6. Měsíčku
7. Slámu v botách nosím
8. Já si jen tak lítám
9. Karolína
10. Dvojníci
11. Ještě dlouhou cestu mám
12. Šlapej dál
13. Kosmickej vandr
14. Dlouhá pouť
15. Rovnou, tady rovnou
16. Přístup k ohni
17. Chvíli spát
18. Vltavský drak
19. Vánek s vůní burčáku
20. Abych tu žil

- CD2 - Báječní ženský a správní chlapi

1. Báječná ženská
2. Všichni jsou už v Mexiku
3. Pověste ho vejš
4. Blues folsomské věznice
5. El Paso
6. Jak to doopravdy bylo s Ankou Chřestýšem, Posledním kovbojem a Smokey Sidem
7. Waterloo
8. Pony Expres
9. Včera jsem Tě neviděl
10. Byl jsi nejsprávnější chlap
11. Blízko Little Big Hornu
12. Tři kamarádi
13. Feleena
14. Buráky
15. Kočárem mým je vagón uhlí
16. Červená řeka
17. Drnová chajda
18. Medicinman
19. Kaw-Liga
20. Poslední kovboj

- CD3 - To slunce se má...

1. Šťastně staré slunce
2. Černý Bill a bílá Nelly
3. Tam u nebeských bran
4. 20. století má na kahánku
5. Pane můj...
6. Prodavač
7. Modrá z džín
8. Šest bílých koní
9. Být hlídačem růží
10. Máš mě přečtenýho
11. Buď nad věcí
12. Tenhle druh písní
13. V týhle skále mi bůh domov dal
14. Jak to doopravdy bylo s Babinským
15. Jak chcete žít bez koní
16. Já budu žít navěky
17. Déšť/Dážď
18. Prázdný nádraží
19. Chtěl bych být medvídkem
20. Vánoční

- CD4 - Stodolou zní Diggy Liggy Lou

1. Mám páru
2. Diggy liggy
3. Jižanský rok
4. Lojza a Líza
5. Tak už nefňukej
6. V uličkách města Bakersfield
7. Děláme co můžem
8. Až přijde ten den
9. Starýho psa novým kouskům nenaučíš
10. Víš co ti sluší
11. Fidlej celej den
12. Starý dobrý western
13. Slunce sháním
14. Moře brázdím
15. Měl jsem kdysi malou chajdu
16. Já nic, já muzikant
17. Sundej z hodin závaží
18. Super píseň pro super špatný den
19. Michalův song
20. Country kolotoč

## Michal Tučný a přátelé
Michal Tučný a přátelé je album Michala Tučného. Album vydal Supraphon EAN 0099925562823 v roce 2005 na CD.
1. Kosmickej vandr - Michal Tučný a Zdeněk Rytíř
2. El Paso - Michal Tučný a Tomáš Linka
3. Rovnou, tady rovnou - Michal Tučný a Pavlína Jíšová
4. T jako Texas - Michal Tučný a Josef Šimek
5. Lojza a Líza - Michal Tučný a Tomáš Linka
6. Chtěl bych být medvídkem - Michal Tučný a Zdeněk Rytíř
7. Buď nad věcí - Michal Tučný a Věra Martinová
8. Už tě vlak přiváží - Michal Tučný a Tomáš Linka
9. Odval ten kámen - Michal Tučný a Dana Hackerová
10. Čistá práce - Michal Tučný a Zdeněk Rytíř
11. Sundej z hodin závaží - Michal Tučný a Pavlína Jíšová
12. Desperát - Michal Tučný a Zdeněk Rytíř a Wabi Ryvola a Pavel Bobek
13. Modrý měsíc - Michal Tučný a Pavlína Jíšová
14. Uhni, jedu dál - Michal Tučný a Michal David
15. Country kolotoč - Michal Tučný a Milena Soukupová
16. Účty - Michal Tučný a Zdeněk Rytíř
17. Sweet Dreams - Michal Tučný a Míša Tučná
18. Cizinec - Michal Tučný a Tomáš Linka
19. Rodinné štěstí - Michal Tučný a Věra Martinová
20. Včera jsem Tě neviděl - Michal Tučný a Zdeněk Rytíř
21. Len chcieť/Vždyť víš - Michal Tučný a Allan Mikušek
22. Můj kalendář - Michal Tučný a Pavlína Jíšová
23. Děláme co můžem - Michal Tučný a Zdeněk Rytíř

## Báječnej chlap
Báječnej chlap je album Michala Tučného. Album vydal Supraphon SU 7056-9 3, EAN: 099925705695 v roce 2005 na DVD.
1. Michalův song (Year That Clayton Delaney Died) (1974) - 2:41
2. Waterloo (1970) - 2:25
3. Červená řeka (1971) - 3:24
4. Sněžnej muž (Footprints In The Snow) (1974) - 1:53
5. Jen tohle chci ti říct (Up To My Neck In High Muddy Waters) (1970) - 2:53
6. Blízko Little Big Hornu (Jim Bridger Story) (1971) - 3:00
7. Prodavač (Auctioneer) (1977) - 2:57
8. Poslední kovboj (1981) - 3:20
9. Snídaně v trávě (Sea Of Heartbreak) (1981) - 2:55
10. Boty z kůže toulavejch psů (1983) - 3:00
11. Báječná ženská (Good Hearted Woman) (1982) - 4:10
12. Kdyby tady byla taková panenka (1983) - 1:57 - s Michaelou Tučnou
13. Spím v obilí (Gone To Alabama) (1982) - 3:25
14. Pověste ho vejš (1983) - 4:06
15. Jižanský rok (1993) - 3:14
16. Jak chcete žít bez koní (1987) - 6:25
17. Rád se brouzdám rosou (1994) - 2:45
18. Děláme, co můžem (1983) - 2:15
19. Medicinman (1991) - 4:20
20. Tam u nebeských bran (1984) - 4:00

## Best Of
Best Of - 46 zlatých hitů je album Michala Tučného. Album vydal Supraphon SU 5696-2 EAN 099925 569624 v roce 2006 na 2CD.
CD1 - celkový čas - 78:29
1. Poslední kovboj
2. Blues Folsomské věznice
3. Vlak půlnoční
4. Rovnou, tady rovnou
5. Dnešní noc bude dlouhá
6. Blízko Little Big Hornu
7. Toulavej song
8. El Paso
9. Značkovací železo
10. Odjíždím v dál
11. Ještě je čas
12. Šest bílých koní
13. Sundej z hodin závaží
14. Dávej vinu dálkám
15. Hotel Zvon
16. Snídaně v trávě
17. Modrá z džín
18. Báječná ženská
19. Vánek s vůní burčáku
20. Koukám, jak celá země vstává
21. Pár rezavejch kolejí
22. Dilema
23. Boty z kůže toulavejch psů
24. Tam u nebeských bran
25. Ještě dlouhou cestu mám

CD2 - celkový čas - 78:08
1. Cesty toulavý
2. Pověste ho vejš
3. Rád se brouzdám rosou
4. Abych tu žil
5. Chtěl bych být medvídkem
6. Jak chcete žít bez koní
7. Všichni jsou už v Mexiku
8. Nejlíp umím slibovat
9. Vzdušné zámky
10. Měsíčku
11. S proudem si plout
12. Starýho psa novým kouskům nenaučíš
13. Umět se narodit
14. Byl jsi nejsprávnější chlap
15. Kosmickej vandr
16. Medicinman
17. Starej harmonikář
18. V uličkách města Bakersfield
19. Pouliční zpěvák
20. Jižanský rok
21. Já budu žít navěky

## Balady a písně
Balady a písně je album Michala Tučného. Album vydal Universal Music EAN 6 02517 13863 6 v roce 2006 na CD.
CD1
1. Až přijde ten den
2. Směs hitů
3. Tam u nebeských bran
4. Černý Bill a bílá Nelly
5. Šťastné staré slunce
6. Jak to doopravdy bylo s Ankou Chřestýšem, Posledním kovbojem a Smokey
7. Jak chcete žít bez koní
8. Pět minut snít
9. Feleena z El Pasa
10. Rovnou, tady rovnou
11. Na to mám
12. Je to zvláštní
13. Slunce sháním
14. Jak to doopravdy bylo s Babinským
15. Rodinné štěstí
16. Indián Banjo
17. Blízko Little Big Hornu
18. Abych tu žil

CD2
1. Mám páru
2. Pane můj...
3. Slámu v botách nosím
4. Kosmickej vandr
5. V létě 1837
6. Sundej z hodin závaží
7. Jen tohle chci ti říct
8. El Paso
9. Prodavač
10. Červená řeka
11. Buráky
12. Dlouhá černá limusína
13. Já světem táh jen tak s celtou
14. Déšť/Dážď
15. Dnešní noc bude dlouhá
16. Námořnická balada
17. Nečekej už dál
18. Měsíčku
19. bonus: PC karaoke verze Abych tu žil

## Best Of 2
Best Of 2 je album Michala Tučného. Album vydal Supraphon SU 5790-2, EAN 0 099925 57902 9 v roce 2007 na 2CD.
CD1- celkový čas - 78:07
1. Až přijde ten den (Another Again)
2. Waterloo
3. Červená řeka (Red River)
4. Jen tohle chci ti říct (Up To My Neck In High Muddy Waters)
5. Drnová chajda (Little Old Sod Shanty)
6. Lodní zvon zní (I Saw The Light)
7. Nečekej už dál (Ribbon Of Darkness)
8. Šlapej dál (I Got Stripes)
9. Oči pálí a silnice je jak klín černej (My Baby Left Me) s Tomášem Linkou
10. Michalův song (Year That Clayton Delaney Died)
11. Vlak v 0,5 (Cocaine Blues)
12. Feleena z El Pasa (Feleena from El Paso)
13. Zpívám písně větru z hor (Any Old Wind That Blows)
14. Slída (Jody And The Kid
15. Kousek lásky (Good Christian Soldier)
16. Nádraží
17. Prodavač (Auctioneer)
18. Stá píseň (Rocket To Stardom)
19. Tak už nefňukej (Driving My Life Away) se Zdeňkem Rytířem
20. Prázdný nádraží
21. Děláme, co můžem - se Zdeňkem Rytířem
22. Spím v obilí (Gone To Alabama)
23. Dvojníci - se Zdeňkem Rytířem
24. Je to zvláštní
25. Osada U tří klád
26. Šťastné slunce (That Lucky Old Sun)

CD2 - celkový čas - 77:52
1. Slunce sháním (I Built A Wall All Around Me)
2. Řeknu vám
3. Diggy liggy (Diggy liggy Lo)
4. Feleena
5. Ráno budem moudřejší
6. Nevidím důvod
7. Máš mě přečtenýho
8. Obyčejná štreka (Bloody Mary Morning)
9. Být hlídačem růží
10. Fidlej celej den
11. Pony Express
12. Starý dobrý western - se Zdeňkem Rytířem a Wabim Ryvolou
13. Je mi to líto (Heartbreak Hotel)
14. Kaw-Liga
15. To je ten poslední song (The Last Cowboy Song)
16. Dlouhá černá limuzína (Long Black Limousine) s Pavlínou Jíšovou
17. Černý Bill a Bílá Nelly
18. Přistup k ohni
19. Viva Las Vegas
20. Slámu v botách nosím
21. Ještě jednou
22. Až přijde ten den (Another Again)

## Pod Kašperkem
Pod Kašperkem je album Michala Tučného. Album vydal Universal Music EAN 6 02517 46238 0 v roce 2007 na CD.
1. Intro - Doin It Right
2. Ještě dlouhou cestu mám
3. Boty z kůže toulavejch psů
4. Projíždím
5. Osada u tří klád
6. Devil's Dream
7. Feleena
8. Řeknu vám
9. Nečekej už dál
10. Tam u nebeských bran
11. Tam u nebeských bran - přídavek
12. Směs: Poslední kovboj, Indián Banjo, Modrá z džín, Cesty toulavý, Báječná ženská, Spím v obilí
13. Nashville To Bakersfield
14. Směs: Blues Folsomské věznice, Když náš táta hrál, Šlapej dál, Pošta Fešáci, Jackson, Oranžový expres
15. Dám sbohem řekám
16. Veliká pláň
17. Rád se brouzdám rosou
18. Na to mám

- Další informace:
- Unikátní záznam koncertu Michala Tučného s mluveným slovem.

## Poslední album posledního kovboje
Poslední album posledního kovboje je album Michala Tučného. Album vydal Universal Music EAN 6 02517 92303 4 v roce 2008 na CD.
1. Jižanský rok 3:14
2. Šťastné staré slunce 3:47
3. Viva Las Vegas 4:48
4. Až přijde ten den 3:42
5. Slámu v botách nosím 2:52
6. Long Black Limousine 3:34
7. Já si jen tak lítám 3:17
8. Sweet Dreams (s Míšou Tučnou) 2:42
9. Slunce sháním 3:40
10. Můj kalendář 4:14
11. Jelen bílý 3:50
12. Černý Bill a Bílá Nelly 4:55
13. Déšť 4:15
14. Biblickou krajinou 3:27
15. Kosmickej vandr 4:33
16. Drát v srdci 2:34
17. Pane můj 2:46
18. Modrý měsíc 2:34
19. Len chcieť - vždyť víš 5:10

- Další informace:
- Poslední nahrávky Michala Tučného včetně posledních oficiálních fotografií Jana Šibíka.

## Fidlej a hraj
Fidlej a hraj  je album Michala Tučného. Album vydal Supraphon SU 7090-9 311, EAN: 099925709099 v roce 2008 na DVD.
1. Boty z kůže toulavejch psů (1983) - 2:56
2. Líná žena (Kentucky Means Paradise) (1977) - 1:23
3. Feleena z El Pasa (Feleena from El Paso) (1974) - 05:31
4. Spím v obilí (Gone To Alabama) (1981) - 03:08
5. Hromskej den (Along Came Jones) (1982) - 01:48 - s Tomášem Linkou
6. Chtěl bych být medvídkem (The Teddy Bear Song) (1985) - 03:26 - se Zdeňkem Rytířem
7. Karolína (Carolina Mountain Dewe) (1987) - 04:12
8. Stá píseň (Rocket To Stardom) (1980) - 02:14
9. Koukám jak celá země vstává (1981) - 03:35
10. Pět minut snít (1981) - 02:25
11. Ještě je čas (For The Good Times) (1982) - 02:37
12. Je to zvláštní (1982) - 02:59
13. Pony expres (1988) - 02:42
14. Viva Las Vegas (1994) - 04:27
15. Botky (1983 - s Jitkou Molavcovou) - 02:09
16. Co na Fešáky neplatí (Hole In The Bottom Of The Sea) (1980) - 03:22
17. Tak už nefňukej (Drivin' My Life Away) (1981) - 02:55 - se Zdeňkem Rytířem
18. Já světem táh' jen tak s celtou (1983) - 02:49
19. Abych tu žil (1986) - 03:34
20. Tam u nebeských bran (1983) - 03:44
21. Ty hvězdičko malá (1972) - 11:15 - směs lidových písní s Jitkou Molavcovou
22. Poslední kovboj - dokument z cyklu Předčasná úmrtí, Česká televize 2001 - 52:03